# Югорський міський округ
Юго́рський міський округ (рос. Югорский городской округ) — адміністративна одиниця Ханти-Мансійського автономного округу Російської Федерації.
Адміністративний центр та єдиний населений пункт — місто Югорськ.

## Населення
Населення міського округу становить 37411 осіб (2018; 34067 у 2010, 30285 у 2002).

## Склад
До складу міського округу входить 1 місто:
| № | Населений пункт     | Населення, осіб (2002) | Населення, осіб (2010) | Населення, осіб (2018) |
| - | ------------------- | ---------------------- | ---------------------- | ---------------------- |
| 1 | Мансійський, селище | 0                      | -                      | -                      |
| 2 | Югорськ, місто      | 30285                  | 34067                  | 37411                  |